# Guerra del gobernador Kieft
La guerra del gobernador Kieft (1643–1645), también conocida como la guerra wappinger, fue un conflicto entre la colonia de Nuevos Países Bajos contra los indios wappinger y lenape en los actuales estados de Nueva York y de Nueva Jersey, en los Estados Unidos. El nombre de la guerra hace referencia al director de Nuevos Países Bajos en ese momento, el gobernador Willem Kieft, que estaba a favor de las hostilidades, curiosamente, el consejo asesor creado por el gobernador para dar legitimidad a sus acciones, estuvo en contra de iniciar hostilidades. Los colonos atacaron algunos campamentos de los lenape y masacraron a sus habitantes, lo que alentó la unificación entre las tribus algonquinas locales y precipitó oleadas de ataques en ambos lados.
La recién formada confederación wappinger destruyó las granjas periféricas, y Nueva Ámsterdam se llenó de refugiados. La situación fue agravada por las políticas de Kieft que hicieron que muchos colonos abandonaran la colonia y que las tribus de Long Island se unieran a la confederación. Kieft contrató nuevas milicias, con las que ganó la guerra. La paz fue firmada en Nueva Ámsterdam. La guerra había durado 2 años.
La confederación wappinger no pudo mantenerse unida durante la paz por sus rencillas internas, por lo que se disolvió. La Compañía Neerlandesa de las Indias Occidentales estaba disgustada con Kieft, por lo que le llamó a juicio y le reemplazó con Peter Stuyvesant.

## Situación en Nueva Inglaterra y Nuevos Países Bajos
La Compañía Neerlandesa de las Indias Occidentales nombró a Kieft como director. Kieft no tenía experiencia ni calificaciones evidentes para el puesto, se sospecha que fue designado por conexiones políticas familiares. Llegó a Nuevos Países Bajos en abril de 1638. 
Por ese tiempo, los ingleses habían derrotado a los pequot, tribu aliada de los neerlandeses, en la guerra pequot (1636-1638). Libres de la guerra, los ingleses se apoderaron del norte de Nuevos Países Bajos, el río Connecticut.
Peter Minuit, antiguo director general de Nuevos Países Bajos, dos semanas antes de la llegada de Kieft, estableció Nueva Suecia a lo largo del valle de Delaware, el territorio sur de Nuevos Países Bajos.
En ese momento Nuevos Países Bajos florecía a lo largo del río Hudson. La Compañía Neerlandesa de las Indias Occidentales dirigía el asentamiento, y el director general ejercía su autoridad respaldada por milicias locales. Nueva Ámsterdam y los otros asentamientos del valle de Hudson ya no eran solo puestos comerciales, eran poblados en crecimiento. En 1640, la Compañía entregó su monopolio comercial en la colonia y declaró a los Nuevos Países Bajos como zona de libre comercio, lo que aumentó el crecimiento de la colonia.

## Antecedentes a la guerra
El primer plan de Kieft para incrementar el tesoro consistió en solicitar el pago de tributos de las tribus que vivían en la región. Los colonos le advirtieron contra este proyecto, pero él prosiguió. Como era de esperar, los jefes tribales rechazaron la idea. 
La relación entre los indios y los colonos empezó a tensarse por las siguientes causas:
- Al colono David Pietersz. de Vries le robaron unos cerdos, por lo que Kieft envió soldados a asaltar una aldea Raritan en Staten Island, matando a varias personas. Los Raritan tomaron represalias, incendiaron la granja de De Vries y mataron a cuatro de sus empleados. En respuesta, el gobernador Kieft ofreció recompensas a tribus rivales por las cabezas de los Raritan. Los colonos determinaron más tarde que los cerdos de De Vries habían sido robados por otros colonos.[4]
- En agosto de 1641, Claes Swits, un anciano inmigrante suizo que dirigía una taberna en Turtle Bay, Manhattan, fue asesinado por un indio Weckquaesgeek.[5]
- El capataz del puesto de Achter Kol (puesto ubicado a orillas del río Hackensack) fue asesinado durante una pelea entre colonos y algunos Hackensacks ebrios. El desencadenante de la pelea fue la pérdida de un abrigo.[6]

El gobernador Kieft buscó generar apoyo popular para la guerra usando como pretexto el asesinato del tabernero Swits. Para ganar más apoyo popular, fundó el Consejo de los Doce Hombres, primer organismo elegido popularmente en la colonia de Nuevos Países Bajos. 
El gobernador Kieft estaba a favor de iniciar la guerra. El consejo estaba en contra. Los indios eran mucho más numerosos que los colonos y fácilmente podían tomar represalias contra sus vidas y propiedades. También suministraban el sustento económico de la colonia: Las pieles. El gobernador Kieft propuso masacrar la aldea Weckquaesgeek si los aldeanos se negaban a entregar al asesino del tabernero Swits. El consejo votó en contra.
El consejo buscó disuadir a Kieft de la guerra y comenzaron a asesorarlo sobre otros asuntos, utilizando el nuevo Consejo para llevar los intereses de los colonos a los gobernantes corporativos. Pidieron el establecimiento de un organismo de representación permanente para gestionar los asuntos locales. Kieft respondió disolviendo el consejo y emitiendo un decreto que les prohibía reunirse.
Kieft envió una expedición punitiva para atacar la aldea del indio que había asesinado a Swits, pero la milicia se perdió. Aceptó las ofrendas de paz de los ancianos de Weckquaesgeek.
El 23 de febrero de 1643, dos semanas después de disolver el consejo, Kieft lanzó un ataque a los campos de refugiados Weckquaesgeek y Tappan. Previamente, los Tappan se asentaron en territorio neerlandés buscando protección. Los indios mohicanos y mohawk en el norte los habían expulsado hacia el sur el año anterior, armados con armas comercializadas por colonos franceses e ingleses. Los refugiados se asentaron en Communipaw en Jersey City y el bajo Manhattan.

## Desarrollo de la guerra

### Año uno
El 25 de febrero de 1643, una milicia colonial de Nuevos Países Bajos llegaron a la zona de Pavonia. Mataron a 120 indios, incluidos mujeres y niños. Unas 40 personas murieron en un ataque similar, la misma noche, en la Masacre de Corlears Hook. Kieft recompensó a la milicia. Estos ataques unieron a los pueblos algonquinos en las áreas circundantes contra los neerlandeses, formando la confederación wappinger. Al poco tiempo, los neerlandeses armaron a los mohawk como sus aliados.
Las cosas empeoraron cuando los indios de Long Island se unieron a la confederación wappinge]. Anteriormente, varios jefes indios de Long Island afirmaron que vendieron a los neerlandeses el uso de la tierra, pero no la tierra en sí. Con esto justificaban su acuerdo con los ingleses del puesto avanzado de Stamford de la colonia de New Haven que permitía la "compra" de una parcela de la ciudad para el nuevo asentamiento de Hempstead en territorio previamente vendido a la Compañía Neerlandesa de las Indias Occidentales.
En el otoño de 1643, una fuerza de 1500 indígenas, invadió Nuevos Países Bajos. (Esta incursión es recordada por la muerte de Anne Hutchinson exilada de Massachusetts por hereje). Los indios destruyeron aldeas y granjas. Las fuerzas neerlandesas mataron a 500 indios Weckquaesgeek ese invierno como represalia. Nueva Ámsterdam se llenó de refugiados. Los colonos se sentían cada vez más molestos con el gobernador Kieft. Kieft promulgó nuevos impuestos, muchos se hartaron y por lo que muchos empezaron a irse en barco.
Los colonos escribieron cartas a los directores de la  Compañía Neerlandesa de las Indias Occidentales  y la República Neerlandesa solicitando intervención. Luego, solicitaron formalmente la remoción de Kieft, escribiendo: "Estamos sentados aquí entre miles de personas salvajes y bárbaras, en quienes no se puede encontrar consuelo ni misericordia; dejamos nuestra querida patria, y si Dios el Señor no fuera nuestro consuelo pereceríamos en nuestra miseria".
Esta incursión india hizo que el consejo de Nueva Ámsterdam, en el tiempo que eran 8 concejales, contraten a Jhon Underhill para atacar los asentamientos indios lenape.

### 1644
Cerca al Año Nuevo, John Underhill fue enviado con una fuerza de 120 hombres a la ciudad de Greenwich. Esta ciudad colonizada por colonos de Nueva Inglaterra, se había establecido en territorio neerlandés, y se había sometido a la soberanía neerlandesa. Ahí, la fuerza de Underhill logró matar o capturar a veinte indios en un ataque sorpresa. Pronto se lanzó una incursión en Wesquaesgeek que logró destruir dos aldeas y gran parte de la comida para el invierno almacenada por los indios. 
Underhill luego participó en un ataque contra los indios del oeste de Long Island en febrero de 1644. La fuerza colonial logró matar a 120 indios en ataques a dos aldeas. Solo un soldado colonial murió y tres resultaron heridos.
En febrero de 1644, trabajando para los neerlandeses, Underhill asesinó entre 500 y 700 lenape, que se cree que pertenecían a las bandas Siwanoy y Wechquaesgeek de la Confederación Wappinger. La masacre ocurrió en una aldea de invierno de los nativos. Algunos investigadores creen que puede haber estado ubicado en lo que ahora son los sitios de Pound Ridge o Bedford, Nueva York.
Después de mayo de 1644, Jhon Underhill dirigió las fuerzas de Nueva Ámsterdam contra los indios de Long Island. Los indios de Long Island construyeron un fuerte llamado Fort Neck en lo que ahora es Massapequa. Underhill atacó y quemó el fuerte de los Massapequa, matando a unos 120 indios.
Estas campañas hicieron que varios jefes locales buscaran la paz con Nuevos Países Bajos. Cuatro jefes locales llegaron a Stamford y acordaron una tregua con Kieft el 6 de abril de 1644, ninguno de estos eran indios de Siwanoy y Tankiteke, ya que habían perecido en la masacre. Poco después, los representantes de la tribu Matinecoc en Long Island acordaron una tregua, aunque varias tribus cercanas continuaron luchando. La guerra continuaría durante otro año sin que ninguno de los bandos tomara medidas decisivas.

#### 1645
Los jefes de las tribus sintsink, wecquaesgeek, nochpeem y wappinger se presentaron en Fort Amsterdam en abril de 1645 y pidieron la paz. No llegaron al un acuerdo final hasta que todas las partes beligerantes acuerden la tregua. En mayo de 1645, los colonos de Hempstead (los colonos de Hempstead eran ingleses) mataron a 5 indios locales, y su jefe, Tackapausha fue a Nueva Ámsterdam para reunirse con Willem Kieft y hacer las paces con los neerlandeses. El 31 de agosto de 1645 las dos partes finalmente acordaron una tregua cuando la última de las 69 tribus de la Confederación aceptó la paz.

## Posguerra
Los ataques indios frenaron el crecimiento de la colonia, destruyeron 20 años de trabajo e hizo que muchos colonos regresaran a Europa. Debido a eso, la Compañía Neerlandesa de las Indias Occidentales perdió su confianza hacia la colonia. Llamaron a Kieft a los Países Bajos en 1647 para responder por su conducta, pero murió en un naufragio cerca de Swansea, Gales, junto con sus principales acusadores. La compañía nombró a Peter Stuyvesant como su sucesor, quien administró Nuevos Países Bajos hasta que la colonia fue conquistada por los ingleses.